# Дуб-довгожитель (Київ)
Дуб-довгожитель — ботанічна пам'ятка природи місцевого значення, розташована по вулиці Вадима Гетьмана, 2 в Солом'янському районі м. Києва. Заповіданий у грудні 1999 року (рішенням Київради від 02.12.99р. № 147/649).

## Опис
Дерево являє собою дуб черещатий віком 350—400 років. Висота дерева 25 м, на висоті 1,3 м дерево має в охопленні 4,7 м.

## Галерея

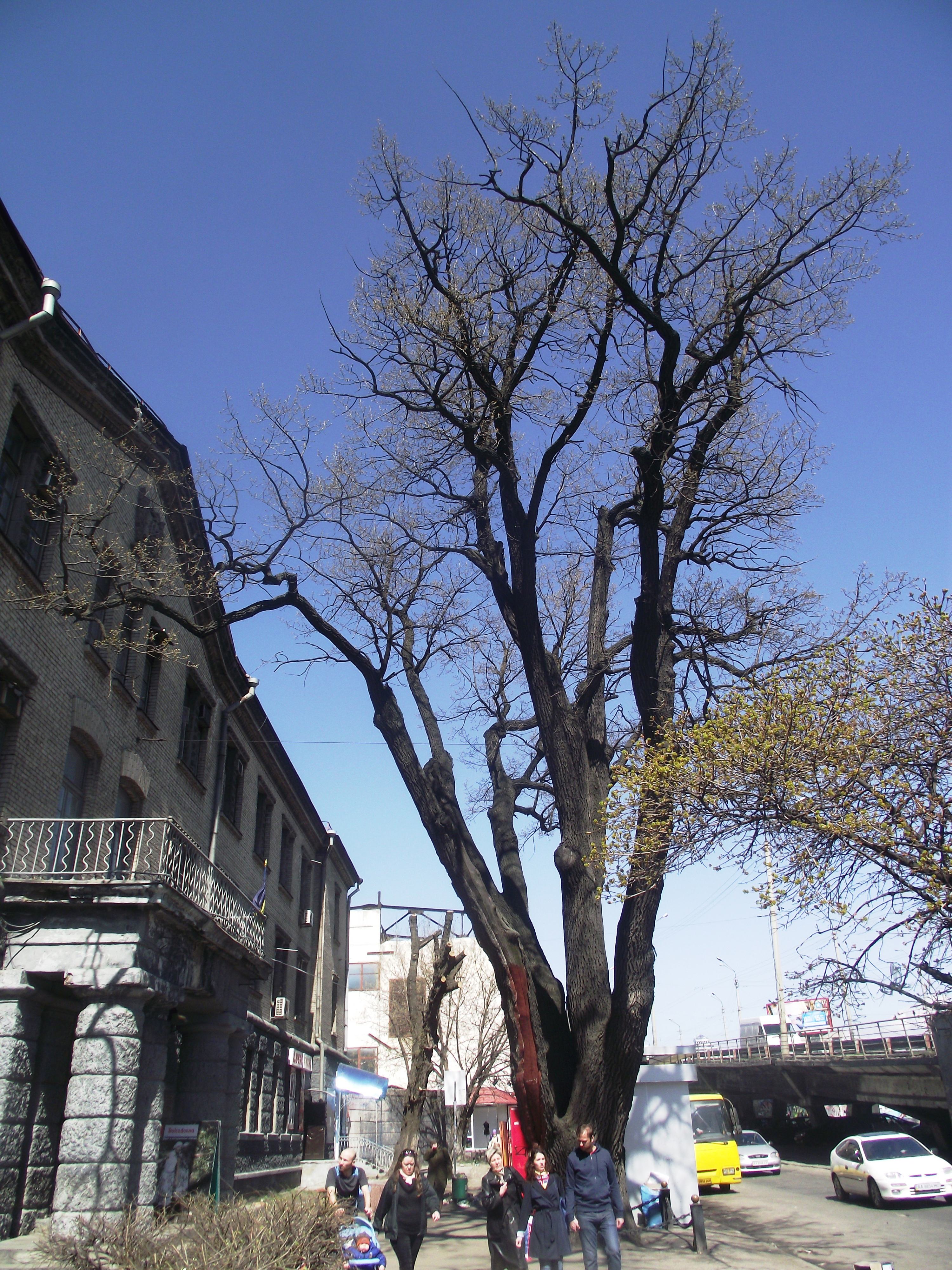
Дуб-довгожитель 21 квітня 2013 року
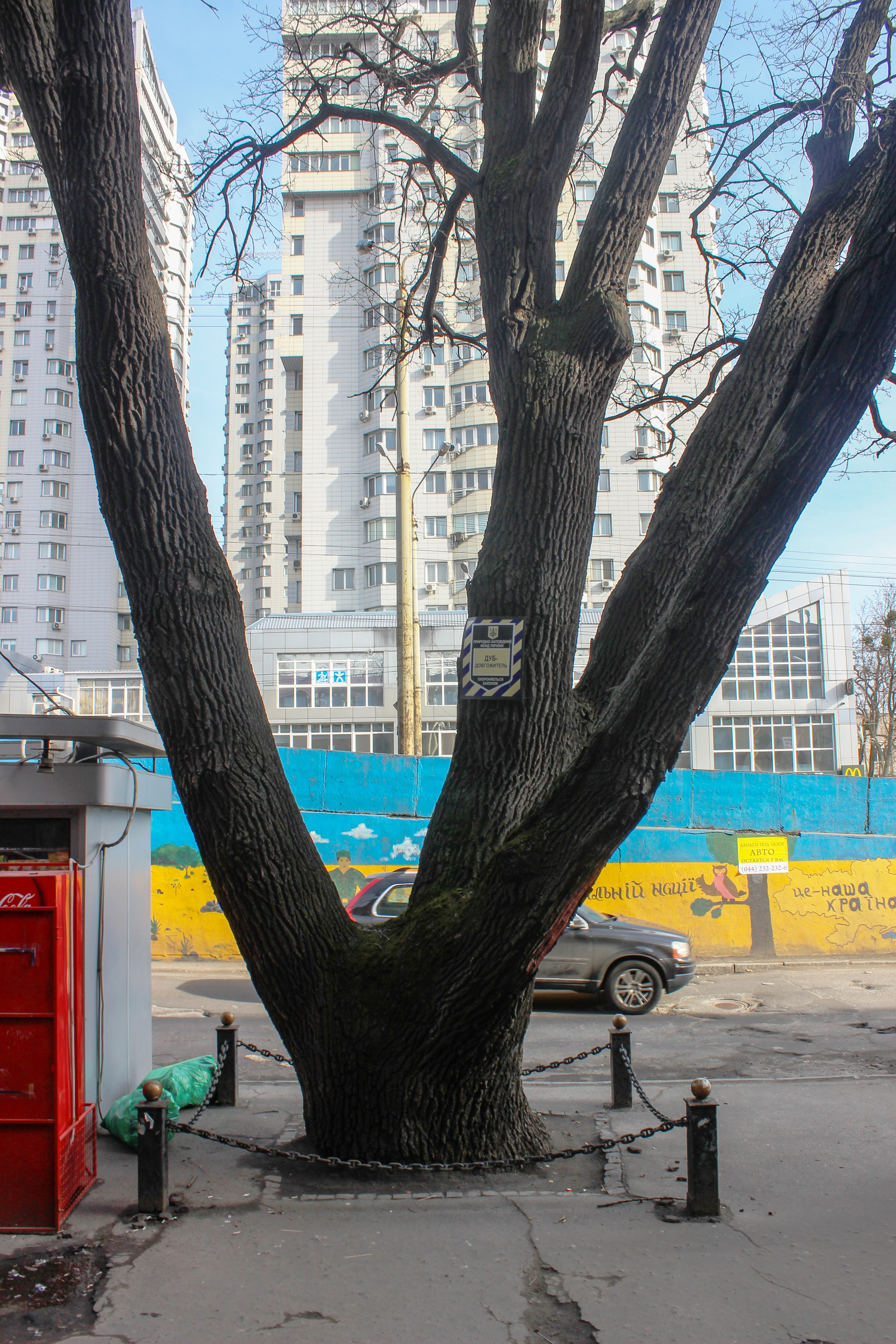
Дуб-довгожитель 6 березня 2016 року
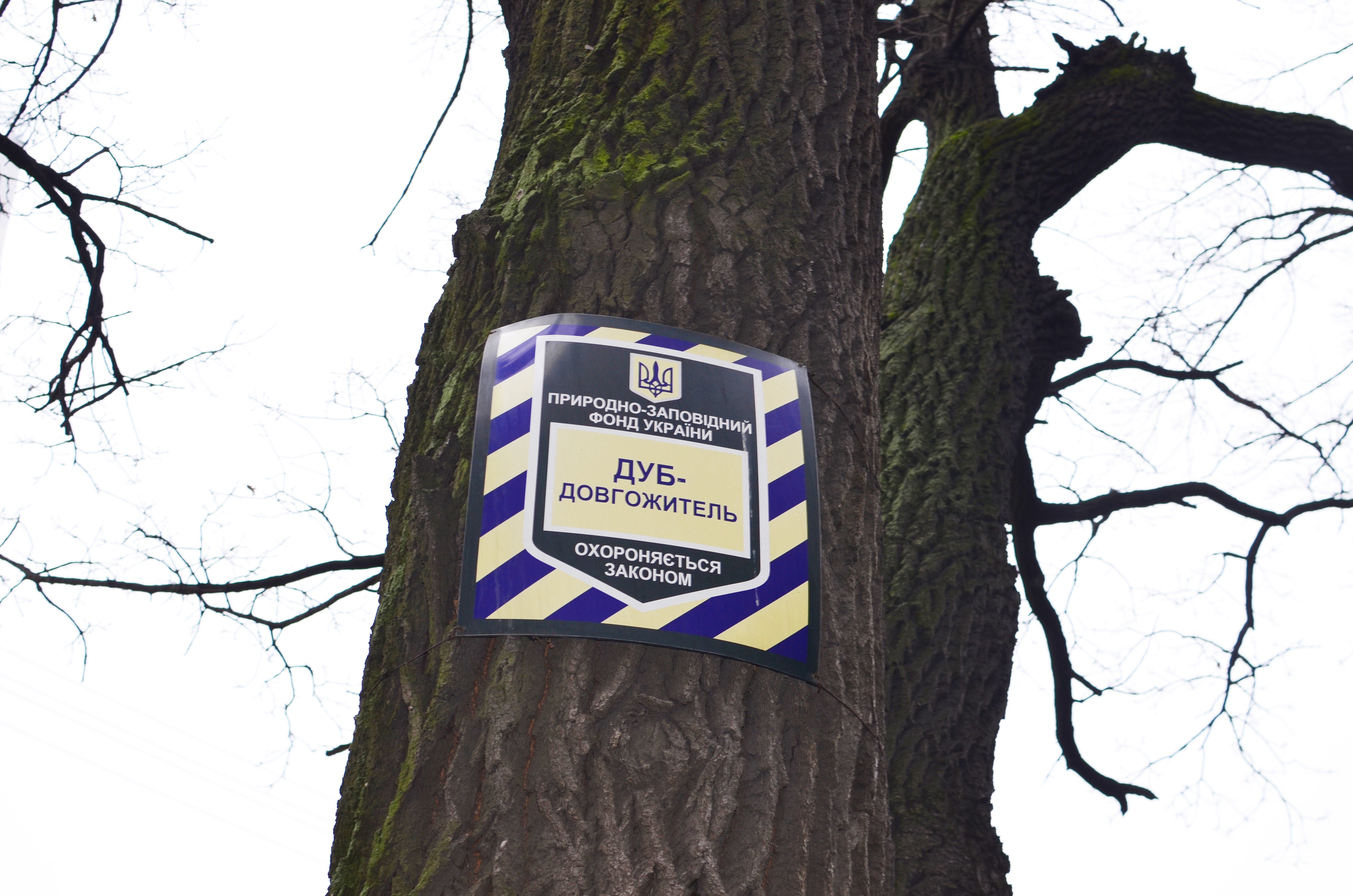
Дуб-довгожитель 24 грудня 2016 року
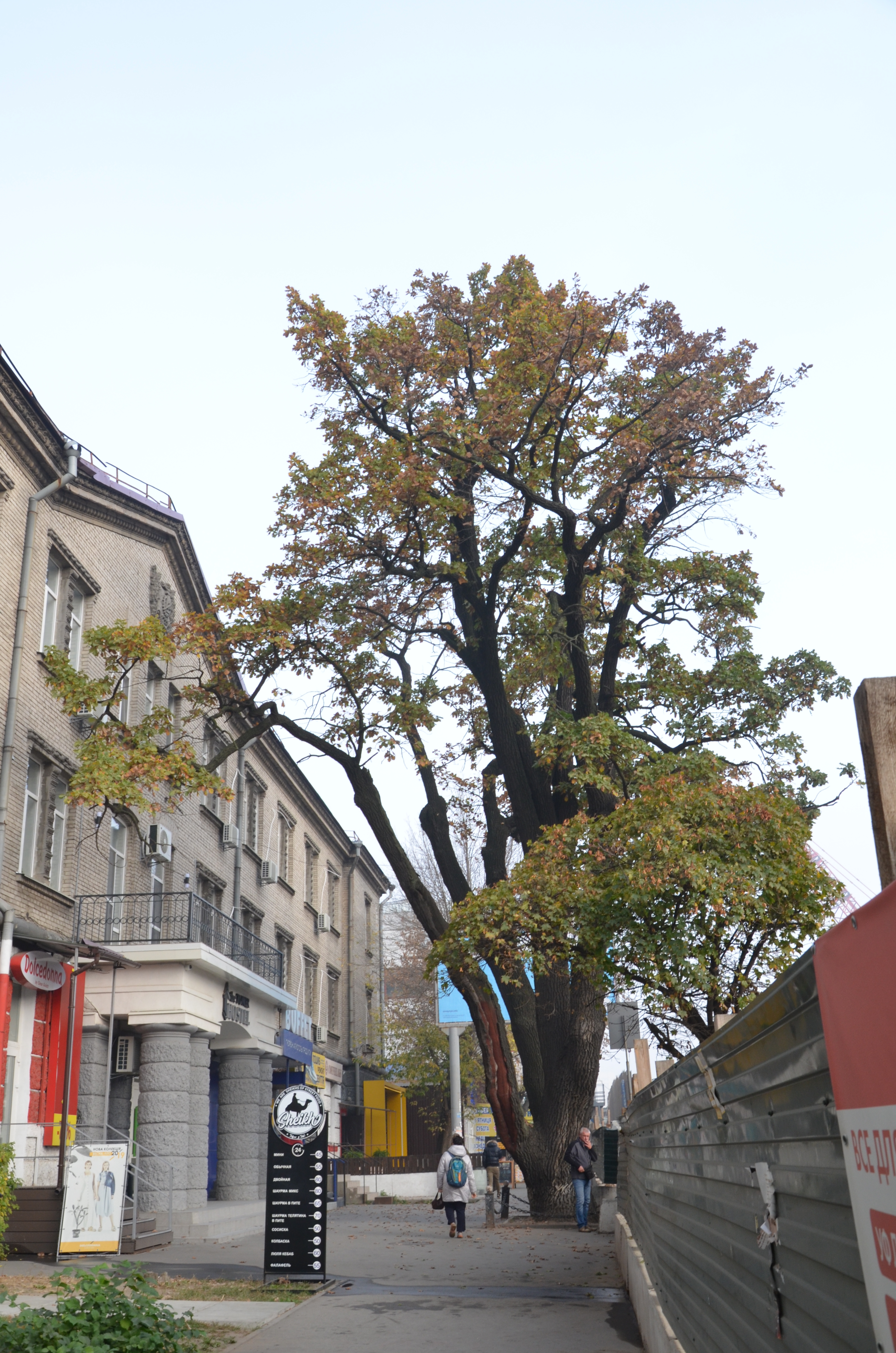
Дуб-довгожитель 23 жовтня 2019 року
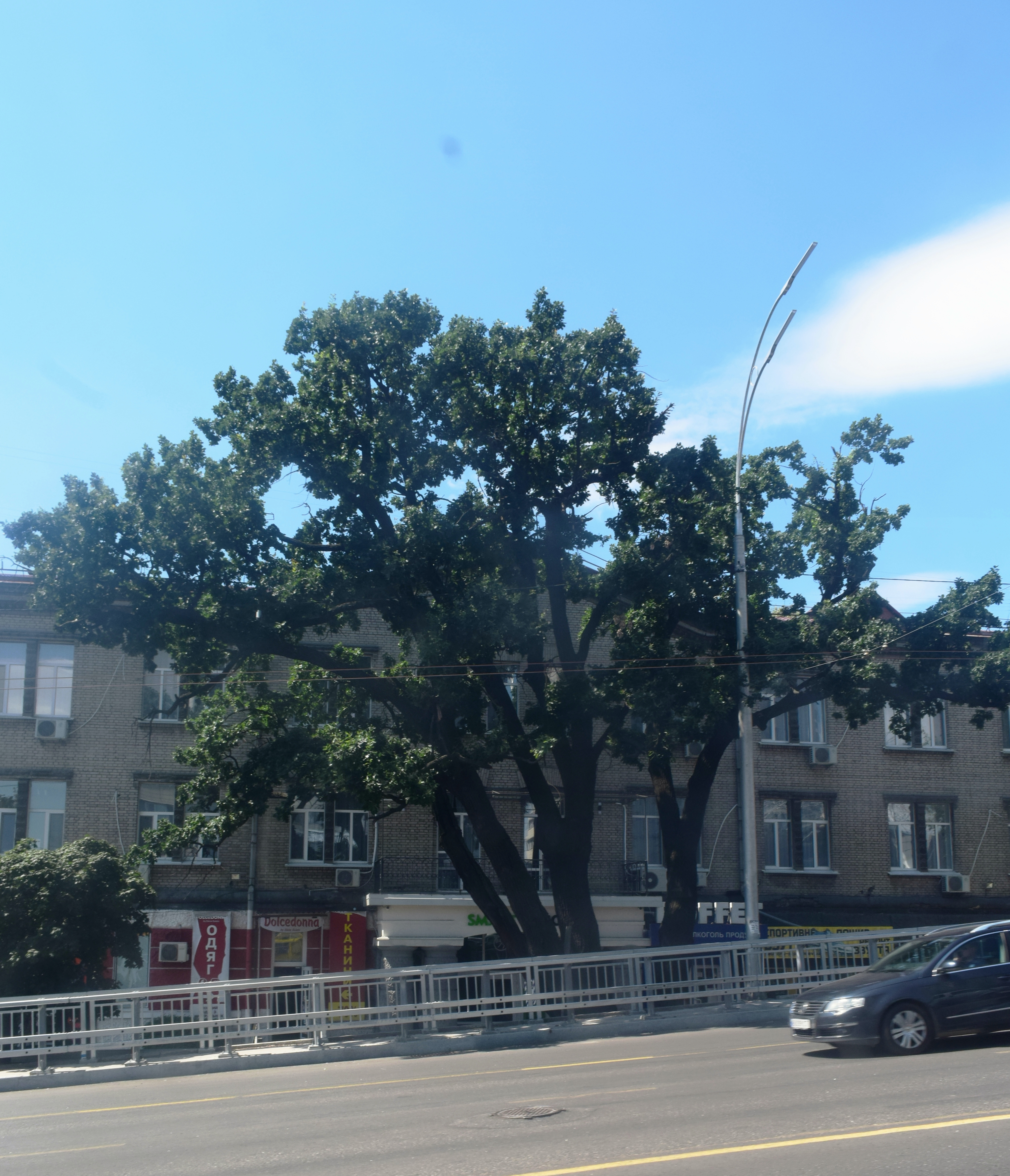
Дуб-довгожитель 24 липня 2020 року